# Liste der Könige von Dahomey
Dahomey war ein afrikanisches Königreich im heutigen Benin, das ab dem frühen 17. Jahrhundert bis zur Kolonialisierung durch Frankreich 1894 existierte. 
| König        | Lebensdaten   | Kpojito    | Regierungszeit | Anmerkungen |
| ------------ | ------------- | ---------- | -------------- | --- |
| Gangnihessou |               |            | ????–1620      | |
| Dakodonu     | ?–1645        | Sava       | 1620–1645      | Bruder von Gangnihessou |
| Houegbadja   | ?–1685        | Adulu      | 1645–1685      | Neffe von Dakodonu, erster Herrscher der Dynastie, dessen Herrschaftszentrum in Abomey stand                                                                 |
| Akaba        | ? –1708       | Adonon     | 1685–1708      | Sohn von Houegbadja |
| Hangbe       |               |            | 1716–1718      | Tochter von Houegbadja und Zwillingsschwester von Akaba, Regentin für Akabas minderjährigen Sohn Agbo Sassa, von ihrem Bruder Agaja abgesetzt                |
| Agadja       |               | Adonon     | 1718–1740      | Sohn von Houegbadja und Bruder von Akaba und Hangbe |
| Tegbesu      | ?–1774        | Hwanjile   | 1740–1774      | Sohn von Agadja |
| Kpengla      | 1735–1789     | Chai       | 1774–1789      | Sohn von Tegbesu |
| Agonglo      | 1766–1797     | Senume     | 1789–1797      | Sohn von Kpengla |
| Adandozan    | ?–1861        | Kentobasin | 1797–1818      | Sohn von Agonglo, von seinem Bruder Gézo durch einen Putsch gestürzt                                                                                         |
| Gezo         | vor 1797–1858 | Agontime   | 1818–1858      | Sohn von Agonglo und Bruder von Adandozan |
| Glélé        | 1814–1889     | Zoïndi     | 1858–1889      | Sohn von Gezo |
| Behanzin     | 1844–1906     | Kamlin     | 1889–1894      | Sohn von Glele, ging nach der Eroberung Dahomeys durch die Franzosen 1894 ins Exil.                                                                          |
| Agoli-Agbo   | ?–1940        | Kanai      | 1894–1900      | Verwandter (Bruder?) von Behanzin, von den Franzosen eingesetzt bis zur Einrichtung einer direkten französischen Verwaltung über Dahomey, ging 1900 ins Exil |